# The Clash: Westway to the World
The Clash: Westway to the World ist ein im Jahr 2000 erschienener Dokumentarfilm über die britische Punkrock-Gruppe The Clash. Unter der Regie von Don Letts kombiniert der Film altes Material von Auftritten in Klubs und großen Konzerten in Stadien mit Interviews der Mitglieder Mick Jones, Paul Simonon, Topper Headon und Joe Strummer sowie mit anderen Leuten, die der Gruppe nahestanden.

## Inhalt
Inhaltlich ist der Film eine Dokumentation über die Geschichte der Musikkarriere von The Clash. Er zeigt wie die Gruppe als rebellische Punker ihre Anfänge hat und später die verschiedenen Einflüsse der Mitglieder in ihr musikalisches Schaffen eingebracht werden. Paul Simonon bringt Reggae-, Mick Jones etwas „härtere“, britische Rock- und Joe Strummer amerikanische R&B-Einflüsse in die Musik der Gruppe ein. Trotz zahlreicher Unstimmigkeiten und Konflikte zwischen den Mitgliedern der Gruppe, schafften es The Clash doch zur „only band that matters“ (engl. „einzige Musikgruppe, die von Bedeutung ist“) zu werden. Der Film dokumentiert ihre Anfänge, den Aufstieg und schließlich ihren Zusammenbruch.

## Auszeichnungen
Im Jahr 2003 gewann der Film einen Grammy für das beste Musikvideo in Spielfilmlänge.

## Kritik
Kritiker bemängeln, dass der Film teils erhebliche Mängel aufweist. So findet zum Beispiel die Formation von The Clash, die nach dem Ausstieg von Mick Jones vier Jahre lang von 1983 bis 1986 bestand, keinerlei Erwähnung. Auch beschweren sich Fans darüber, dass die Ausschnitte aus den Original-Mitschnitten und -Material zu kurz und nicht in voller Länge gezeigt werden.